# جون هوغو بيدرسن
جون هوغو بيدرسن (بالنرويجية البوكمول: John Hugo Pedersen)‏ هو مبارز بالسيف نرويجي، ولد في 13 يوليو 1961 في موس في النرويج.

## وصلات خارجية
- جون هوغو بيدرسن على موقع أوليمبيديا (الإنجليزية)